# Крушинська сільська рада
Круши́нська сільська́ ра́да — адміністративно-територіальна одиниця та орган місцевого самоврядування в Васильківському районі Київської області. Адміністративний центр — село Крушинка.

## Загальні відомості
Крушинська сільська рада утворена в 1921 році.
- Територія ради: 47,922 км²
- Населення ради: 1 814 особи (станом на 2001 рік)
- Адреса: 09132, Київська обл., Васильківський р-н, с. Крушинка, вул. Київська, 5.

## Населені пункти
Сільській раді підпорядковані населені пункти:
- с. Крушинка
- с. Борисів
- с. Дерев'янки
- с. Залізне
- с-ще Зелений Бір
- с. Мала Бугаївка

## Склад ради
Рада складається з 16 депутатів та голови.
- Голова ради: Бобраніцький Василь Петрович

### Керівний склад попередніх скликань
| Прізвище, ім'я, по батькові  | Основні відомості | Дата обрання | Дата звільнення |
| ---------------------------- | --- | ------------ | --------------- |
| Довжок Микола Іванович       | Сільський голова, 1955 року народження, освіта, безпартійний | 26.03.2006   | 23.03.2010      |
| Бобраніцький Василь Петрович | Сільський голова, 1954 року народження, освіта вища, член Партії регіонів. Будучи на 3-му місці, за судовими рішеннями та перерахунком голосів, став 1-м і прийшов до влади. | 31.10.2010   |                 |

Примітка: таблиця складена за даними сайту Верховної Ради України

### Депутати
За результатами місцевих виборів 2010 року депутатами ради стали:

#### За суб'єктами висування
| Суб'єкт висування | Кількість обраних депутатів | %    |
| ----------------- | --------------------------- | ---- |
| Самовисування     | 11                          | 68,8 |
| Партія регіонів   | 5                           | 31,3 |

#### За округами
| № округу        | Прізвище, ім'я, по батькові     | Дата визнання обраним | Освіта             | Партійна приналежність | Відомості про обраного депутата             |
| --------------- | ------------------------------- | --------------------- | ------------------ | ---------------------- | ------------------------------------------- |
| Партія регіонів |                                 |                       |                    |                        |                                             |
| 5               | Ковбаса Ольга Олексіївна        | 05.11.2010            | середня спеціальна | член Партії регіонів   | ДНЗ № 27 «Струмочок», старша медична сестра |
| 8               | Бондаренко Ірина Миколаївна     | 05.11.2010            | вища               | позапартійна           | СПД Бессараб, менеджер                      |
| 9               | Довженко Володимир Григорович   | 05.11.2010            | вища               | позапартійний          | Ювелірний магазин, консультант              |
| 11              | Доріченко Михайло Михайлович    | 05.11.2010            | вища               | позапартійний          | ТОВ «М-інфо», монтажник                     |
| 16              | Пономаренко Вікторія Миколаївна | 05.11.2010            | вища               | позапартійна           | тимчасово не працює                         |
| Самовисування   |                                 |                       |                    |                        |                                             |
| 1               | Цибенко Анатолій Васильович     | 05.11.2010            | середня            | позапартійний          | Епіцентр № 6, водій                         |
| 2               | Груніч Іван Якович              | 05.11.2010            | середня спеціальна | позапартійний          | ВАТ Птахофабрика, головний інженер          |
| 3               | Гапон Павло Миронович           | 05.11.2010            | середня спеціальна | позапартійний          | пенсіонер                                   |
| 4               | Третякова Ольга Миколаївна      | 05.11.2010            | середня спеціальна | позапартійна           | тимчасово не працює                         |
| 6               | Ковтіцький Віктор Йосипович     | 05.11.2010            | вища               | позапартійний          | ТОВ БК «Соліт», головний інженер            |
| 7               | Бондаренко Антон Олександрович  | 05.11.2010            | вища               | позапартійний          | ТОВ «Астра Брозерс», головний технолог      |
| 10              | Пухляк Анатолій Іванович        | 05.11.2010            | вища               | позапартійний          | пенсіонер                                   |
| 12              | Червенко Євгеній Миколайович    | 05.11.2010            | вища               | позапартійний          | підприємець                                 |
| 13              | Федюченко Андрій Дмитрович      | 05.11.2010            | середня            | позапартійний          | тимчасово не працює                         |
| 14              | Клименко Сергій Володимирович   | 05.11.2010            | вища               | позапартійний          | Лабораторія № 3, завідувач                  |
| 15              | Доріченко Микола Олександрович  | 05.11.2010            | вища               | позапартійний          | пенсіонер                                   |